# Albanien i olympiska sommarspelen 2016
Albanien deltog med sex deltagare vid de olympiska sommarspelen 2016 i Rio de Janeiro. Ingen av landets deltagare erövrade någon medalj.

## Friidrott
Förkortningar
- Notera– Placeringar avser endast det specifika heatet.
- Q = Tog sig vidare till nästa omgång
- q = Tog sig vidare till nästa omgång som den snabbaste förloraren eller, i fältgrenarna, genom placering utan att nå kvalgränsen
- NR = Nationellt rekord
- N/A = Omgången fanns inte i grenen
- Bye = Idrottaren behövde inte tävla i omgången

Herrar
Bana och väg
| Idrottare     | Gren     | Heat     | Heat      | Semifinal        | Semifinal        | Final            | Final            |
| Idrottare     | Gren     | Resultat | Placering | Resultat         | Placering        | Resultat         | Placering        |
| ------------- | -------- | -------- | --------- | ---------------- | ---------------- | ---------------- | ---------------- |
| Izmir Smajlaj | Stavhopp | 7.72     | 21        | Gick inte vidare | Gick inte vidare | Gick inte vidare | Gick inte vidare |

Damer
Bana och väg
| Idrottare  | Gren                        | Heat     | Heat      | Semifinal        | Semifinal        | Final            | Final            |
| Idrottare  | Gren                        | Resultat | Placering | Resultat         | Placering        | Resultat         | Placering        |
| ---------- | --------------------------- | -------- | --------- | ---------------- | ---------------- | ---------------- | ---------------- |
| Luiza Gega | Damernas 3 000 meter hinder | 9:58,49  | 16        | Gick inte vidare | Gick inte vidare | Gick inte vidare | Gick inte vidare |

## Tyngdlyftning
| Idrottare      | Gren            | Ryck     | Ryck      | Stöt     | Stöt      | Totalt | Placering |
| Idrottare      | Gren            | Resultat | Placering | Resultat | Placering | Totalt | Placering |
| -------------- | --------------- | -------- | --------- | -------- | --------- | ------ | --------- |
| Briken Calja   | Herrarnas 69 kg | 145      | 5         | 181      | 5         | 326    | 5         |
| Evagjelia Veli | Damernas 53 kg  | 75       | 9         | 90       | 8         | 165    | 8         |